# Sega Rally 2
Sega Rally 2 é um jogo de Rally para arcade criado pela AM3 e lançado pela Sega em 1998. Foi convertido no ano seguinte para Sega Dreamcast, logo após o lançamento do console nos EUA e Europa. Entre as novidades da sequência de Sega Rally Championship estão novos veículos, novos ambientes para as pistas (incluindo um na neve e outro tropical) e novos circuitos para os ambientes já existentes.
As versões para Dreamcast e Microsoft Windows contém ainda um modo de jogo que simula um campeonato de Rally.

## Carros
- Ford Escort WRC
- Lancia Stratos HF
- Lancia Delta HF Integrale
- Mitsubishi Lancer Evolution V
- Peugeot 206 WRC
- Peugeot 306 Maxi
- Subaru Impreza WRC '97
- Toyota Celica GT-Four (ST205)
- Toyota Corolla WRC

### Exclusivos das versões domésticas
- Fiat Seicento Sporting
- Renault Maxi Megane
- Subaru Impreza 555
- Mitsubishi Lancer Evolution IV
- Mitsubishi Lancer Evolution III
- Toyota Celica GT-Four (ST185)
- Peugeot 106 MAXI
- Lancia Delta 16v
- Fiat 131 Abarth
- Peugeot 205 Turbo
- Renault Alpine A110
- Lancia 037 Rally